# Frosta
Frosta er en kommune i Trøndelag fylke i Norge. Den grænser til Levanger kommune i øst. Norges ældste lagting, Frostatinget, havde sit sæde her, i nærheden af middelalderkirken Logtun kirke.
På den nordlige del af den lille ø Tautra, som ligger i Trondheimsfjorden mellem Frosta og Leksvik, ligger resterne af Tautra kloster, et cistercienserkloster som blev bygget i 1207. Længere mod syd blev der i 1999 etableret et kloster for cisterciensernonne. Grundstenen for det nye kloster blev lagt af dronning Sonja i 2003, og klosteret blev taget i brug i sommeren 2006.
Kommunevåbnet symboliserer kong Magnus Lagabøter med et liljesepter i venstre hånd ved overrækkelsen af den nye Frostatingslov til lagmanden på Frostatinget i 1274.
- «Tinghaugen» – gammelt tingsted.
- Vikingehavnen på Fånestangen fra år 1000, eller lidt senere, blev fundet i 2003 i Frosta.[2]

## Nøgletal
Kommunens hovederhverv er landbrug.
- Areal: 75 km²
- Jordbrugsareal: 23 km²
- Produktivt skovareal: 31 km²
- Indbyggere: 2 466 (pr. 1. januar 2008)
- Højeste punkt: Storheia, 368 moh.